# Greta Hällfors-Sipilä
Greta Olga Hällfors-Sipilä, född 19 februari 1899 i Helsingfors, död 24 april 1974 i Tusby, var en finländsk konstnär. 
Hällfors-Sipilä studerade vid Finska konstföreningens ritskola 1915–1917. Hon ställde ut första gången redan 1917, och många av sina arbeten målade hon i tjugo års ålder. Hon är känd för sina akvareller som ofta är naivistiska, men kan ha drag av ryska primitivister och rysk avantgardekonst. Kännetecknande för de små akvarellerna är en påfallande stark kolorit, och inflytande från till exempel Marc Chagall kan skönjas. Hon var gift med målaren Sulho Sipilä, med vars modernistiska måleri hennes eget har mycket gemensamt. 